# Trachysphyrus carrascoi
Trachysphyrus carrascoi är en stekelart som beskrevs av Porter 1967. Trachysphyrus carrascoi ingår i släktet Trachysphyrus och familjen brokparasitsteklar. Inga underarter finns listade i Catalogue of Life.